# カッツ・ムーディ代数
数学において、カッツ・ムーディ（・リー）代数（英: Kac–Moody algebra）とは、一般カルタン行列を用いて生成元と関係式によって定義できる、通常は無限次元の、リー代数である。独立に発見したヴィクトル・カッツとロバート・ムーディに因んで名づけられている。カッツ・ムーディ・リー環は有限次元半単純リー環の一般化であり、ルート系、既約表現、旗多様体との関連といった、リー環の構造に関係した多くの性質は、カッツ・ムーディ・リー環において自然な類似を持つ。
カッツ・ムーディ・リー環の中でもアフィン・リー環と呼ばれるクラスが、数学や理論物理学、特に共形場理論や完全可解模型の理論において、特に重要である。カッツは、組合せ論的な恒等式であるマクドナルド恒等式の、アフィン・リー環の表現論に基づいたエレガントな証明を発見した。Howard Garland と James Lepowsky はロジャーズ・ラマヌジャン恒等式が類似の方法で導出できることを証明した。

## カッツ・ムーディ・リー環の歴史
カルタン整数から有限次元単純リー環を構成するエリ・カルタンとヴィルヘルム・キリングによる最初の方法は型に依存していた。1966年、ジャン＝ピエール・セールは、クロード・シュヴァレーとハリシュ・チャンドラの関係式を Nathan Jacobson による簡略化と合わせるとリー環を特徴づけるものが得られることを示した。したがってカルタン整数の行列（これは正定値である）からのデータを用いて生成元と関係式のことばで単純リー環を記述することができる。
ロバート・ムーディは、1967年の thesis において、カルタン行列が正定値でないようなリー環を考察した。それでもなおリー環は生じるが、無限次元である。同じ時期に、Z-次数付きリー環がモスクワで研究されていた。I. L. カントルが、やがてカッツ・ムーディ・リー環と呼ばれるようになるものを含むリー環の一般的なクラスを導入し研究した。ヴィクトル・カッツもまた polynomial growth の単純あるいはほとんど単純なリー環を研究していた。無限次元リー環の豊かな数学的理論が徐々に発展した。他の多くの人々の研究も含む主題の詳細は Kac (1990) にある。Seligman (1987) も参照。

## 定義
カッツ・ムーディ・リー環を定義するには、まず以下のものを与える。
1. 階数 が r の n × n 一般カルタン行列 C = (cij).
2. 複素数体上 2n − r 次元のベクトル空間 {\displaystyle {\mathfrak {h}}.}
3. {\displaystyle {\mathfrak {h}}} の n 個の線型独立な元 {\displaystyle \alpha _{i}^{\vee }\ } の集合と、双対空間 {\displaystyle {\mathfrak {h}}^{*}} の n 個の線型独立な元 {\displaystyle \alpha _{i}} の集合であって、{\displaystyle \alpha _{i}(\alpha _{j}^{\vee })=c_{ji}} を満たすもの。{\displaystyle \alpha _{i}} たちは半単純リー環の単純ルートの類似であり、{\displaystyle \alpha _{i}^{\vee }} たちは単純コルートの類似である。

するとカッツ・ムーディ・リー環は、{\displaystyle e_{i},\,f_{i}\;(i\in \{1,\ldots ,n\})} と {\displaystyle {\mathfrak {h}}} の元を生成元とし、以下の関係式によって定義されるリー環 {\displaystyle {\mathfrak {g}}} である。
- {\displaystyle [h,h']=0{\text{  for  }}h,h'\in {\mathfrak {h}};}
- {\displaystyle [h,e_{i}]=\alpha _{i}(h)e_{i}{\text{  for  }}h\in {\mathfrak {h}};}
- {\displaystyle [h,f_{i}]=-\alpha _{i}(h)f_{i}{\text{  for  }}h\in {\mathfrak {h}};}
- {\displaystyle [e_{i},f_{j}]=\delta _{ij}\alpha _{i}^{\vee },} ただし {\displaystyle \delta _{ij}} はクロネッカーのデルタである；
- i ≠ j （したがって cij ≤ 0）のとき、{\displaystyle \operatorname {ad} (e_{i})^{1-c_{ij}}(e_{j})=0} かつ {\displaystyle \operatorname {ad} (f_{i})^{1-c_{ij}}(f_{j})=0.} ここで、{\displaystyle \operatorname {ad} \colon {\mathfrak {g}}\to \operatorname {End} ({\mathfrak {g}}),\,\operatorname {ad} (x)(y)=[x,y]} は {\displaystyle {\mathfrak {g}}} の随伴表現である。

実リー環（無限次元でもよい）も、複素化がカッツ・ムーディ・リー環であれば、カッツ・ムーディ・リー環と考えることができる。

## カッツ・ムーディ・リー環のルート空間分解
{\displaystyle {\mathfrak {h}}} はカッツ・ムーディ・リー環 {\displaystyle {\mathfrak {g}}} に対するカルタン部分環の類似である。
{\displaystyle x\neq 0} が {\displaystyle {\mathfrak {g}}} の元であって、ある {\displaystyle \lambda \in {\mathfrak {h}}^{*}\setminus \{0\}} に対して
{\displaystyle \forall h\in {\mathfrak {h}},\,[h,x]=\lambda (h)x}
を満たすならば、x をルートベクトルと呼び、{\displaystyle \lambda } を {\displaystyle {\mathfrak {g}}} のルートと呼ぶ。（慣習により零汎関数はルートとは考えない。）{\displaystyle {\mathfrak {g}}} のすべてのルートの集合をしばしば {\displaystyle \Delta } で、あるいはときどき {\displaystyle R} で記す。与えられたルート {\displaystyle \lambda } に対し、{\displaystyle {\mathfrak {g}}_{\lambda }} によって {\displaystyle \lambda } のルート空間を表す。すなわち
{\displaystyle {\mathfrak {g}}_{\lambda }=\{x\in {\mathfrak {g}}:\forall h\in {\mathfrak {h}},[h,x]=\lambda (h)x\}.}
{\displaystyle {\mathfrak {g}}} の定義関係式より {\displaystyle e_{i}\in {\mathfrak {g}}_{\alpha _{i}}} と {\displaystyle f_{i}\in {\mathfrak {g}}_{-\alpha _{i}}} が従う。また、{\displaystyle x_{1}\in {\mathfrak {g}}_{\lambda _{1}}} かつ {\displaystyle x_{2}\in {\mathfrak {g}}_{\lambda _{2}}} であれば、ヤコビ恒等式より {\displaystyle [x_{1},x_{2}]\in {\mathfrak {g}}_{\lambda _{1}+\lambda _{2}}} である。
理論の基本的な結果は、任意のカッツ・ムーディ・リー環は {\displaystyle {\mathfrak {h}}} とルート空間たちの直和に分解できるということ、すなわち、
{\displaystyle {\mathfrak {g}}={\mathfrak {h}}\oplus \bigoplus _{\lambda \in \Delta }{\mathfrak {g}}_{\lambda }}
であることと、すべてのルート {\displaystyle \lambda } はすべての {\displaystyle z_{i}} を同じ符号の整数として
{\displaystyle \lambda =\sum _{i=1}^{n}z_{i}\alpha _{i}}
と書けるということである。

## カッツ・ムーディ・リー環の種類
カッツ・ムーディ・リー環の性質はその一般カルタン行列 C の代数的性質によって制御される。カッツ・ムーディ・リー環を分類するためには、分解不可能な行列 C の場合を考えれば十分である、つまり、添え字集合 I の空でない部分集合 I1, I2 の非交和への分解であってすべての i ∈ I1 と j ∈ I2
に対して Cij = 0 となるようなものは存在しないと仮定してよい。一般カルタン行列の任意の分解は対応するカッツ・ムーディ・リー環の直和分解を導く：
{\displaystyle {\mathfrak {g}}(C)\simeq {\mathfrak {g}}(C_{1})\oplus {\mathfrak {g}}(C_{2}),}
ここで右辺の2つのカッツ・ムーディ・リー環は添え字集合 I1 と I2 に対応する C の部分行列に付随する。
カッツ・ムーディ・リー環の重要なサブクラスは対称化可能な一般カルタン行列 C に対応する。この行列は DS と分解可能で、ここで D は正整数の成分の対角行列であり、S は対称行列である。C は対称化可能かつ分解不可能という仮定の下で、カッツ・ムーディ・リー環は3つのクラスに分割される：
- 正定値行列 S は有限次元単純リー環を生じる。
- 半正定値行列 S はアフィン型の無限次元カッツ・ムーディ・リー環、アフィン・リー環を生じる。
- 不定値行列 S は不定型のカッツ・ムーディ・リー環を生じる。
- C と S の対角成分は正だから、S は負定値あるいは半負定値にはなりえない。

有限型とアファイン型の対称化可能で分解不可能な一般カルタン行列は完全に分類されている。それらはディンキン図形とアファイン・ディンキン図形に対応する。不定型のカッツ・ムーディ・リー環についてはほとんど分かっていない。これらのカッツ・ムーディ代数に対応する群はジャック・ティッツによって任意の体上構成されたが。
不定型のカッツ・ムーディ・リー環の中ではほとんどの研究は双曲型のものに焦点を当てている。これは行列 S は不定値だが、I の各真部分集合に対し、対応する部分行列が正定値あるいは半正定値となるものである。双曲的カッツ・ムーディ環は階数が高々 10 であり、それらは完全に分類されている。階数 2 のものは無限にあり、3 から 10 には 238 個ある。hyperbolic groups: compact and noncompact に一覧がある。